# SMAAART
 (septembre 2024).

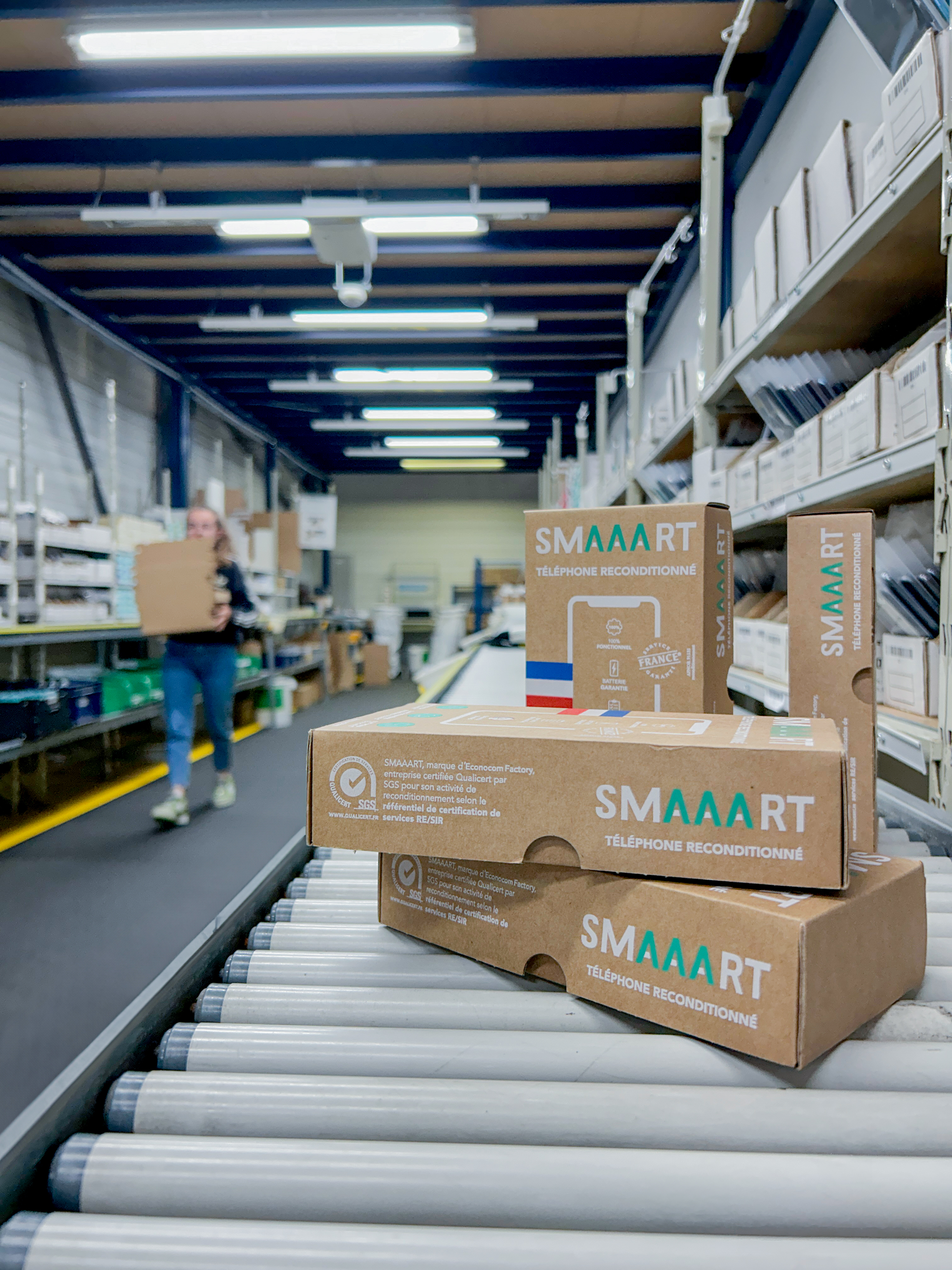
Usine d'Econocom Factory - Saint-Mathieu-de-Tréviers

SMAAART est une marque française sous laquelle sont commercialisés des produits reconditionnés : smartphones, tablettes, montres connectées et ordinateurs. Cette marque a été créée en 2017 et appartient à la société Econocom Factory, filiale du Groupe Econocom.

## Modèle économique
Dans l'usine d'Econocom Factory de 3 200 mètres carrés, située à Saint-Mathieu-de-Tréviers, les smartphones, tablettes, montres connectées et ordinateurs usagés sont reconditionnés selon des process industriels afin d'en prolonger la durée de vie et de réduire leur empreinte environnementale.
Les produits sont ensuite revendus sur le site internet de la marque ou dans la grande distribution.

## Historique
La marque SMAAART est créée en 2017 par la société de maintenance électronique Sofi Groupe SAS (dénommée Econocom Factory depuis 2022).
Elle est distribuée sur sa plateforme de commerce électronique créée la même année et en 2018, elle est commercialisée auprès des entreprises et de la grande distribution.
Depuis 2018, SMAAART et l'IFOP éditent un baromètre sur les comportements des français face aux smartphones reconditionnés. Depuis 2022, ce baromètre a été élargi aux ordinateurs reconditionnés[source secondaire souhaitée].
En 2019 est créée l'école SMAAART Académie en collaboration avec France Travail. Elle forme des personnes éloignées de l'emploi et en chômage de longue durée.
En 2022, la société Sofi Groupe ainsi que sa marque SMAAART rejoignent le Groupe Econocom et Sofi Groupe devient Econocom Factory.